# Achlyodes busirus
Achlyodes busirus är en fjärilsart som beskrevs av Stoll 1782. Achlyodes busirus ingår i släktet Achlyodes och familjen tjockhuvuden. Inga underarter finns listade i Catalogue of Life.